# ヴァルトエムス
ヴァルトエムス (ドイツ語: Waldems) は、ドイツ連邦共和国ヘッセン州南部ダルムシュタット行政管区のラインガウ＝タウヌス郡に属す町村（以下、本項では便宜上「町」と記述する）である。行政機関はエッシュ地区にある。

## 地理

### 位置
ヴァルトエムスはタウヌス山地に位置している。フェルトベルク山塊北西麓の森の豊かな環境で、高度は 250 m から 629.3 m である。町内のヴュストエムス集落の東 1 km に位置するヴィントハインは、ラインガウ＝タウヌス郡の最高地点である。

### 隣接する市町村
ヴァルトエムスはラインガウ＝タウヌス郡の最も東に位置する町で、北東はヴァイルロート、東はシュミッテン、南東はグラースヒュッテン（以上、いずれもホーホタウヌス郡）、南と西はイトシュタイン（ラインガウ＝タウヌス郡）、北西はバート・カムベルク（リムブルク＝ヴァイルブルク郡）と境を接している。

### 自治体の構成
この町は、ベルムバッハ、エッシュ（町の行政機関所在地）、ニーダーエムス（ラインボルンを含む）、ライヒェンバッハ、シュタインフィッシュバッハ、ヴュストエムスの6つの地区からなる。

## 歴史

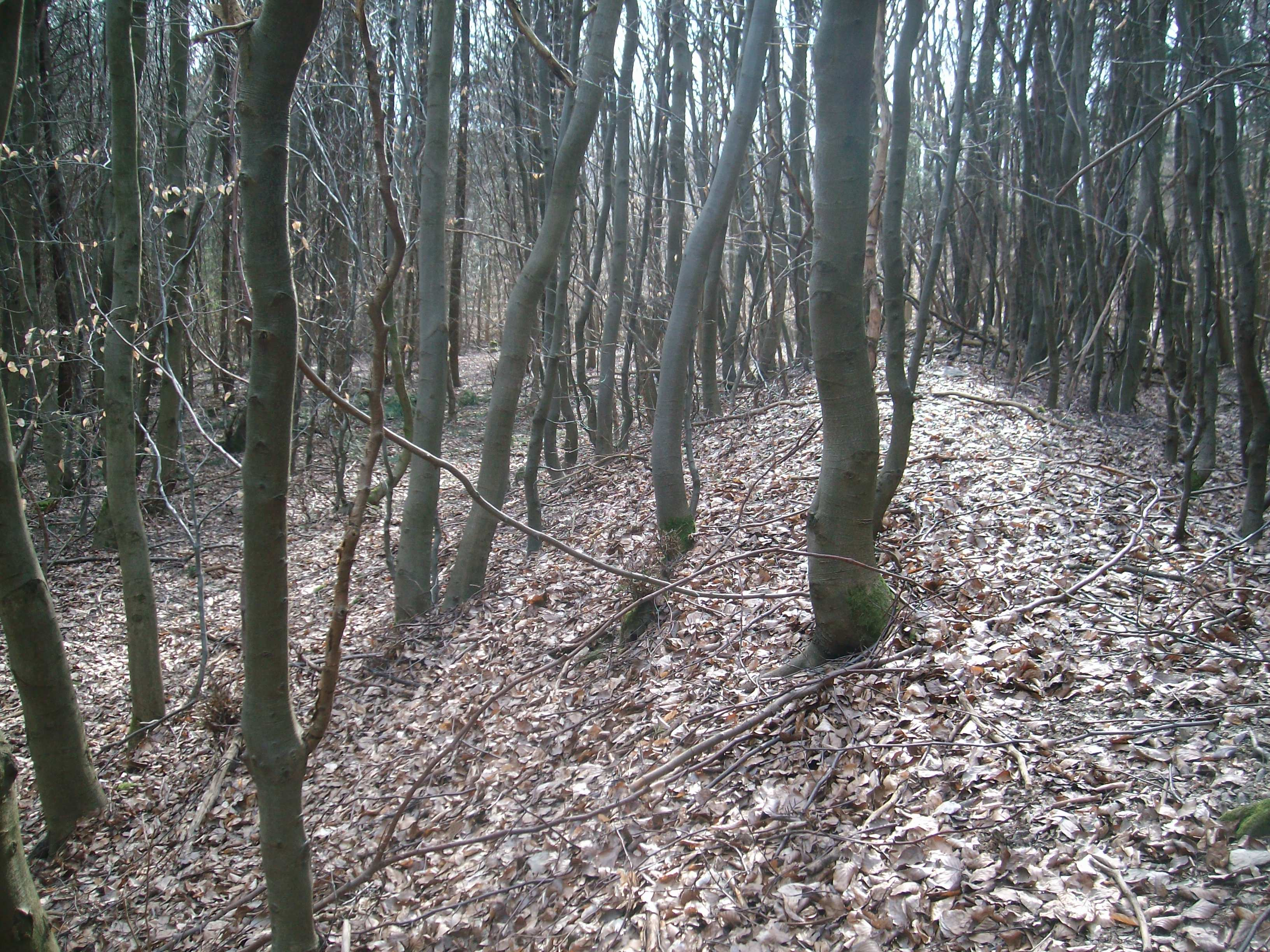
ヴァルトエムス町内の環状土塁の跡

集落の痕跡はかなり古くにまで遡るが、現在の集落はおそらくフランク時代の開墾まで遡る。
772年にベルムバッハが Barenbach としてロルシュ・コデックスに記述されているのがこの町の最初の記録である。何世紀にもわたってここは、リメスが近くを通り、後にはマインツ選帝侯、ヘッセン、ナッサウが紛争を繰り広げた境界の町であった。1276年から1570年までこの村は貴族のベルムバッハ家と関係のある町であった。ベルムバッハ家は後に魔女狩りと、伝説的な盗賊シンダーハンネス（1801年）との関係で記録に登場する。
エッシュ地区は6世紀の集落を起源とする。Eschze 集落は、ディートキルヒェンの司祭文書の利息帳簿に記録されている。エッシュは、フランクフルト - リムブルク - ケルンを結ぶ古代の交易路と、ライン地方 - ヴェッテラウを結ぶ街道の交差点にあたり、このため常に高い交通収入があった。
ニーダーエムスの成立史は1274年から追うことができる。飢餓、疫病、戦争により人口は絶えず大きく減少した。特に三十年戦争は戸数を大きく減少させた。
ライヒェンバッハの集落跡は紀元前にまで遡る。ゴルトカッセル墳墓と環状土塁「ブルク」は特筆に値する。この集落は1428年に Richinbach としてナッサウ＝イトシュタイン年代記に記録されている。1772年に火災により古い中心部が焼失したが、その後すぐに再建された。1604年から1968年までライヒェンバッハには独自の学校があった。
シュタインフィッシュバッハ地区の近くには、墳墓に葬られた死者の頭部と金の鍋という形で古代の定住の証拠が遺されている。文献上の記述は、1156年にマインツ大司教アルノルトの文書に Vispach と記されているのが初出である。この近くでは、鉄鉱石が採掘され、石臼、道路砂利、舗装用の石や境界石を製造するための採石が行われた。
ヴュストエムスは、1435年に Wosten Emsse としてクーノ・フォン・ライフェンベルクの記録に記述されている。地名前半部分の Wüst は、おそらく、Wüstungen（荒れた土地）に由来し、放棄された集落あるいは農地を意味した。川の名前である Ems は古高ドイツ語の Ohm に由来する。地名のこの2つの構成要素は、入植が2000年以上前であることを推測させる。さらに、近隣のタウヌス山地「ブルク」にあるケルト時代の環状土塁もこれを示唆している。
町域は1806年に新設されたナッサウ公国領となり、1866年にプロイセン王国領となった。

### 地域再編
ヘッセン州の地域再編に伴い、1972年8月1日に発効した州法に従って、それまで独立した町村であったウンタータウヌス郡のベルムバッハとエッシュ、ウージンゲン郡のニーダーエムス、シュタインフィッシュバッハ、ヴュストエムスが合併し、ウンタータウヌス郡に現在のヴァルトエムスが創設された。ウンタータウヌス郡は、1977年1月に新設のラインガウ＝タウヌス郡に移行した。

## 行政

### 議会
ヴァルトエムスの町議会は27議席からなる。

### 首長
ヘッセン州では1993年から任期6年の首長が直接選挙で選出される。
マルクス・ヒース (CDU) は、2014年11月30日の選挙で 68.0 % の票を獲得して町長に選出された。この選挙の投票率は 56.7 % であった。任期は2015年6月1日から始まった。2021年1月24日の選挙では対立候補がなく、マルクス・ヒースは 92 % の支持票を集めて再選された。この選挙の投票率は 41.1 % であった。

### 紋章
ウンタータウヌス郡のヴァルトエムスは、1976年4月4日にヘッセン州内務省から以下の紋章の使用を認可された。
図柄: 緑地。銀の波帯の上に銀のモミの木。

### 姉妹自治体
この町は、以下の自治体と姉妹自治体関係にある。
- サン＝ボネ＝アン＝シャンソール（フランス語版、英語版）（フランス、オート＝アルプ県）1982年
- Szikszó（ハンガリー、ボルショド・アバウーイ・ゼンプレーン県）1997年

## 経済と社会資本

### 経済構造
かつてこの村の住民たちは、農林業で生活してた。しかし20世紀後半にヴァルトエムスは住宅地に変貌した。就労者のほとんどは、良好な交通の便に支えられ、ライン＝マイン地方で生計を得ている。
ヴァルトエムス＝シュタインフィッシュバッハは、テーブルトークRPG「The Dark Eye」を出版するウリセス・シュピールの本社所在地である。

### 交通
この町は、連邦アウトバーン A3号線のイトシュタイン・インターチェンジから 8 km の距離にあり、広域道路網への接続の便が良い。この他に連邦道 B8号線と B275号線が町内を通っており、エッシュで交差している。
最寄りの鉄道の駅は、イトシュタインのマイン＝ラーン鉄道の駅である。

## 関連図書
- ヴァルトエムス - Hessischen Bibliographie
- ヴァルトエムスの著作およびヴァルトエムスを主題とする文献 - ドイツ国立図書館の蔵書目録（ドイツ語）より。